# تنحية هيئة المحلفين
تنحية هيئة المحلفين عبارة عن عزل هيئة المحلفين لتجنب التشويه العارض أو المتعمد. وعلى الرغم من أن تنحية هيئة المحلفين أمرٌ نادر الحدوث، إلا أنها الدعاية التي تحيط بإحدى المحاكمات والأطراف المعنية قد تؤثر على موضوعية المحلفين؛ ولهذا قد يأمر القاضي بتنحية هيئة المحلفين من أجل منع الآخرين من التلاعب مع أعضاء هيئة المحلفين باستخدام سبل الإقناع أو التهديدات أو الرشاوى غير المبررة.